# 巴恩施泰特
巴恩施泰特是德国下萨克森州的一个市镇。总面积19.71平方公里，总人口760人，其中男性373人，女性387人（2011年12月31日），人口密度39人/平方公里。